# Штрон

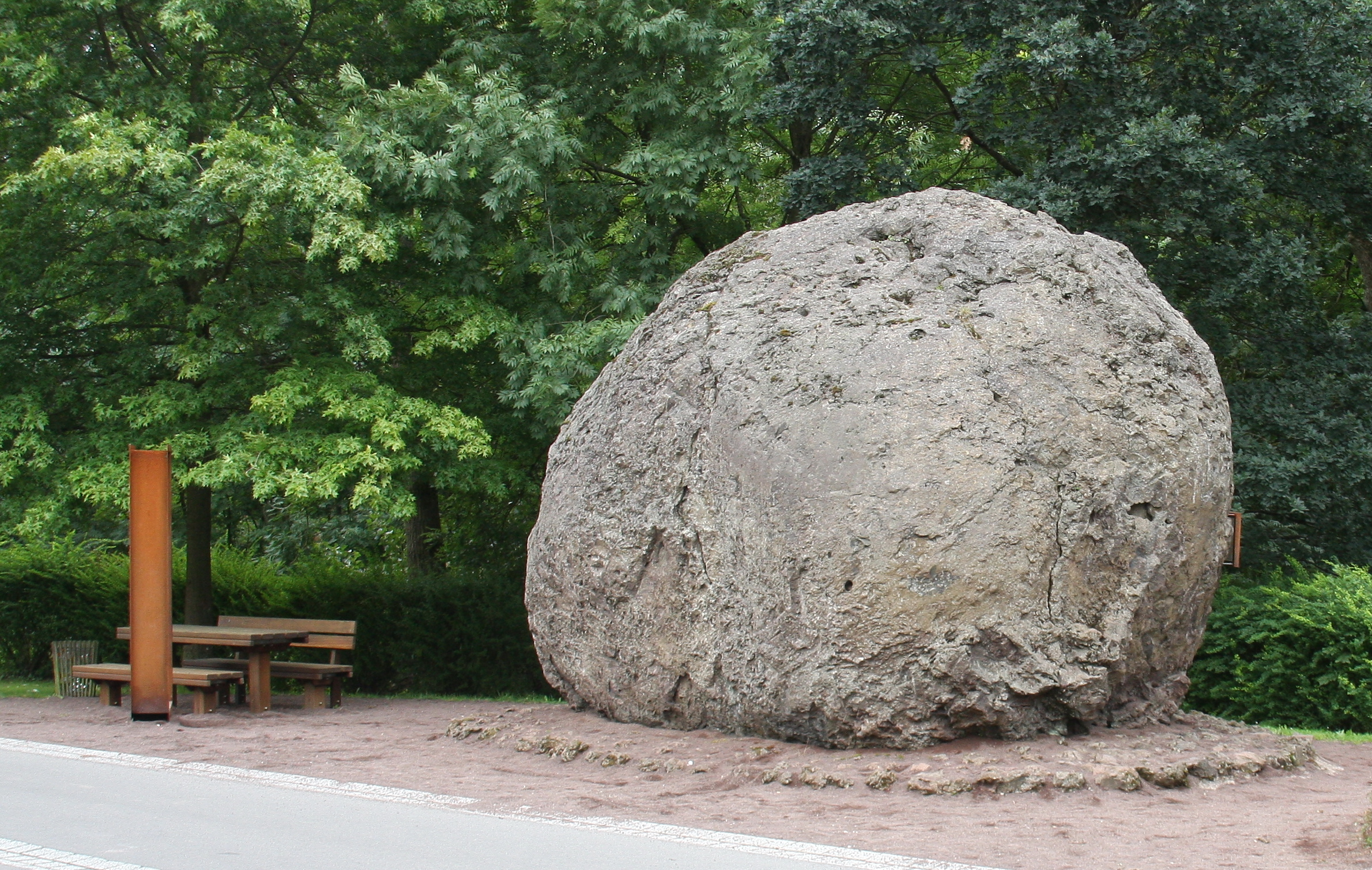
Вулканічна бомба у Штроні діаметром 5 метрів і масою 120 тонн, викинута під час виверження вулкану 8300 року до н. е.

Штрон (нім. Strohn) — громада в Німеччині, розташована в землі Рейнланд-Пфальц. Входить до складу району Вульканайфель. Складова частина об'єднання громад Даун.
Площа — 8,60 км2. Населення становить 493 ос. (станом на 31 грудня 2020).